# Гуруєнь
Гуруєнь, Гуруєні (рум. Guruieni) — село у повіті Телеорман в Румунії. Входить до складу комуни Мегура.
Село розташоване на відстані 69 км на південний захід від Бухареста, 11 км на північний схід від Александрії, 129 км на схід від Крайови.

## Населення
За даними перепису населення 2002 року у селі проживали 1147 осіб, усі — румуни. Усі жителі села рідною мовою назвали румунську.